# Anaxarcha limbata
Anaxarcha limbata es una especie de mantis de la familia Hymenopodidae.

## Distribución geográfica
Se encuentra en la India, Sumatra y Borneo.